# Callambulyx orbitalis
Callambulyx orbitalis är en fjärilsart som beskrevs av Chu och Wang 1980. Callambulyx orbitalis ingår i släktet Callambulyx och familjen svärmare. Inga underarter finns listade i Catalogue of Life.